# Чкаловська селищна територіальна громада

Чкаловська селищна громада — територіальна громада в Україні, в Чугуївському районі Харківської області. Адміністративний центр — селище Пролісне. Не зважаючи на перейменування адміністративного центру, територіальна громада не була перейменована, оскільки наразі відсутні правові підстави і механізми для перейменування територіальних громад.
Площа громади — 391,3 км2, населення громади — 12 054 осіб (2020)
Утворена 13 травня 2016 року шляхом об'єднання Чкаловської селищної ради та Базаліївської, Іванівської, Коробочкинської, Леб'язької, Юрченківської сільських рад Чугуївського району.

## Історія
Після утворення до Чкаловської громади входило 17 населених пунктів (1 смт, 15 сіл і 1 селище). Її площа становила — 342,71 км2, а чисельність населення — 11 463 осіб (2017).
У лютому 2018 року до Чкаловської селищної територіальної громади приєдналася Граківська сільська рада (села Гракове, Ртищівка та селища Залізничне), перші вибори на території якої відбулись 29 квітня 2018 року

## Населені пункти
До складу громади входять 20 населених пунктів, серед яких 3 селища (Дослідне, Залізничне, Пролісне), 17 сіл: Базаліївка, Гаврилівка, Гракове, Іванівка, Коробчине, Леб'яже, Миколаївка (Чкаловська селищна рада), Миколаївка (Леб'язький старостинський округ), Михайлівка, Нова Гнилиця, Осиковий Гай, Пушкарне, Ртищівка, Степове, Студенок, Таганка, Юрченкове.